# Asplenium garhwalense
Asplenium garhwalense är en svartbräkenväxtart. Asplenium garhwalense ingår i släktet Asplenium och familjen Aspleniaceae.

## Underarter
Arten delas in i följande underarter:
- A. g. garhwalense
- A. g. kumaonicum